# Пропілеї

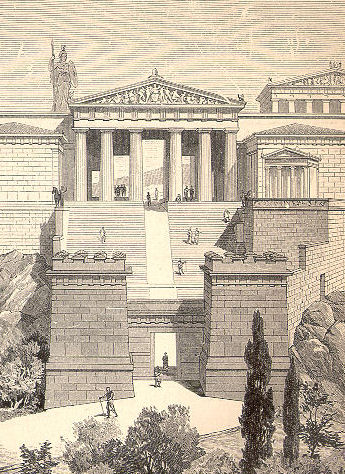
Пропілеї Афінського акрополя,
реконструкція XIX століття

Пропіле́ї (дав.-гр. προπύλαιον, від προ — «перед» + πύλαι — «ворота»; синонім — передворіття, приворіття)[джерело?] — парадний вхід, проїзд, утворений портиками та колонадами, розташованими симетрично відносно осі руху.

## Історія використання
Пропілеї характерні для архітектури Стародавньої Греції. Вони були відомі вже в епоху Егейської культури, споруджувалися пропілеї здебільшого при головному вході на акрополь або на священній площі теменос.
У XIX столітті до цього типу споруд зверталися архітектори класицизму. Наприклад, Пропілеї в Мюнхені, 1846—1860, архітектор Л. Кленце. У другій половині XIX і у XX ст. пропілеї будуються переважно як частина особливо значних урочистих архітектурних комплексів (наприклад, пропілеї при під'їзді до будівлі Смольного у Санкт-Пебербурзі, 1923—1925, архітектори В. А. Щуко і В. Г. Гельфрейх) або споруд, які мають меморіальне значення (пропілеї меморіального комплексу на Піскаревському меморіальному кладовищі також у Санкт-Пебербурзіі, 1960 р., архітектори А. В. Васильєв, Є. А. Левінсон та ін.).

## Пропілеї Афінського акрополя
Найвизначнішою пам'яткою давньогрецької архітектури епохи високої класики є Пропілеї Афінського акрополя, що оформляють його вхід (437—432 до н. е., архітектор Мнесікл). Як матеріал було використано білий пентелійський мармур та сірий елевсінський мармур. Будівництво почалось у добу Перикла і було призупинене, коли Пропілеї власне не були завершені.
Афінські пропілеї складаються із центральної основної частини та двох примикаючих крил — зовнішнє крило на заході та східного крила. Основу центральної частини становлять 6 величиних доричних колон, що стилістично та за загальним враженням перегукуються із колонами Парфенона. Також центральна частина містить 5 брам та Центральний коридор, що мав стати для давніх греків кульмінацією на Священному шляху від Елефсіна до Афінського акрополя.

### Реконструкція
Часткова рекострукція Пропілей була запущена Міністерством культури Греції ще 1975 під час робіт із загальної консервації Афінського акрополя.
20 грудня 2009 року було завершено 7-річний проєкт реконструкції та відбудови Пропілей Афінського акрополя.
У ході робіт 600 тонн блоків були демонтовані і зібрані, частина давнього даху була відновлена за допомогою мармурових балок. Група реставраторів створили копії давніх іонічних капітелей, якими увінчали колони Пропілей.
Також було знято 255 мармурових блоків, які найближчим часом будуть очищені науковцями від металічних штифтів, якими користувались попередні реставратори 19 століття і які тільки сприяли подальшому розтріскуванню мармуру.
Загальна вартість проєкту реставрації Афінських пропілей склала € 6,5 млн. (або в еквіваленті $ 9.3 млн.).

## В Україні

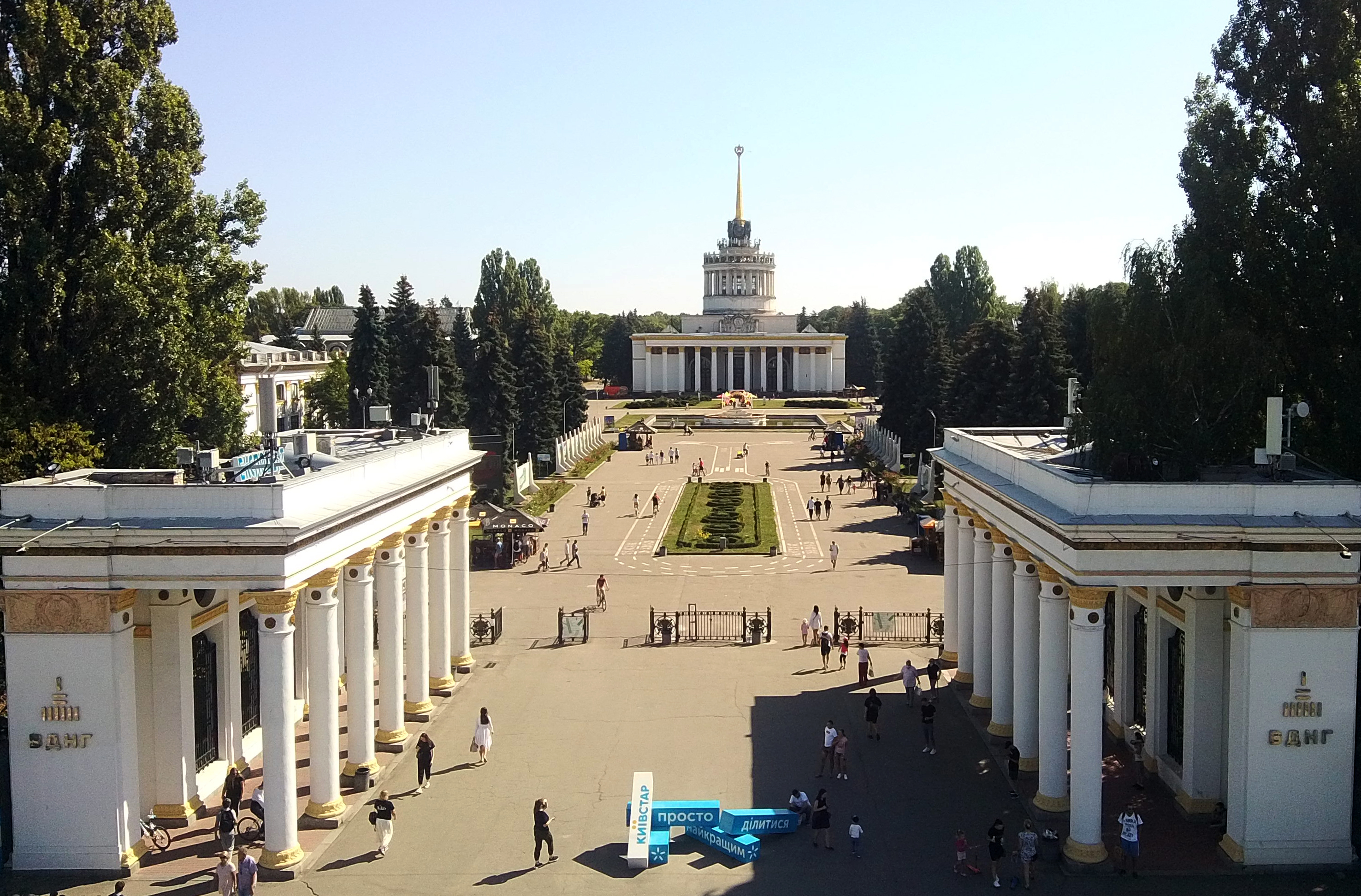
Пропілеї Національного експоцентру в Києві

Практично єдині пропілеї в Україні розташовані на головному вході Національного експоцентру України.